# Comostolopsis modesta
Comostolopsis modesta là một loài bướm đêm trong họ Geometridae.